# Joseon Exorcist
Joseon Exorcist (Hangul: 조선구마사; RR: Jo-seon-Gu-ma-sa) es una serie de televisión surcoreana transmitida del 22 de marzo de 2021 hasta el 23 de marzo de 2021 a través de la SBS.

## Sinopsis
La serie sigue la historia del Rey Kim Tae-jong y sus dos hijos, el Príncipe Chungnyeong y el Príncipe Yangnyung, y cómo los tres miembros de la familia real luchan contra los espíritus malignos que cobran vida y que deben ser exorcizados para poder salvar a Joseon y proteger a su gente.
Los gobernantes fundadores de Joseon aceptaron la ayuda de los demonios y monstruos para derrocar a Goryeo. Es por esto, que más tarde los muertos vivientes han regresado a la vida, para atacar a la familia real, después de ser asesinados por ellos.

## Reparto

### Personajes principales[7]
| Actor          | Personaje            | N.º de episodios | Notas |
| -------------- | -------------------- | ---------------- | --- |
| Kam Woo-sung   | Rey Kim Taejong      | 2                | Es un monarca de sangre fría, que se propone controlar a los espíritus malignos que han reencarnado dentro del reino. Es el padre de los príncipes Chungnyeong y Yangnyung. |
| Jang Dong-yoon | Príncipe Chungnyeong | 2                | Es un joven que entra a la guerra para proteger a Joseon de los espíritus malignos.                                                                                         |
| Park Sung-hoon | Príncipe Yangnyung   | 2                | Es el primer hijo del Rey, quien firma un peligroso contrato con el espíritu maligno para proteger a sus seres queridos.                                                    |

### Personajes secundarios
| Actor          | Personaje           | N.º de episodios | Notas                          |
| -------------- | ------------------- | ---------------- | ------------------------------ |
| Kim Dong-jun   | Byeo-ri             | -                | [ 11 ]                         |
| Jung Hye-sung  | Mu-hwa              | -                | [ 12 ]                         |
| Min Jin-woong  | Ying-chun           | -                |                                |
| Geum Sae-rok   | Hye-yum             | -                | [ 13 ]                         |
| Lee Yu-bi      | Eo-ri               | -                |                                |
| Noh Haeng-ha   | Yeon-ha             | -                |                                |
| Hong Woo-jin   | Hong Seok-jung      | -                |                                |
| Seo Dong-won   | Marco               | -                |                                |
| Oh Eui-shik    | Ji-gyeom            | -                |                                |
| Han Kyu-won    | Hong Min-je         | -                |                                |
| Seo Young-hee  | Reina Won-myung     | -                | Es la esposa del Rey Tae-jong. |
| Moon Woo-jin   | Príncipe Kang-nyung | -                |                                |
| Choi Moo-sung  | Mak-chi             | -                | [ 14 ]                         |
| Yoon Na-moo    | Buteuli             | -                |                                |
| Im Ki-hong     | Chang-dae           | -                |                                |
| Min Sung-wook  | Park Seo-bang       | -                |                                |
| Jeon Gook-hwan | Han Jung-heon       | -                | Es el ministro de guerra.      |
| Jeon No-min    | Lim Tae-mi          | -                | Es el alcalde.                 |
| Jo Duk-hyun    | Joo Deok-eun        | -                | Es el primer ministro.         |
| Kim Bup-rae    | Wang-yoo            | -                |                                |
| Jo Young-gyu   | Jo Hwi-ryang        | -                |                                |

### Otros personajes
| Actor          | Personaje  | Episodios donde apareció | Notas                                     |
| -------------- | ---------- | ------------------------ | ----------------------------------------- |
| Darcy Paquet   | Padre John | -                        |                                           |
| Ha Sung-kwang  | -          | -                        | Es el eunuco en jefe.                     |
| Jung Soo-han   | -          | 1                        | Es el portador de un palanquín.           |
| Moon Seung-bae | Lim Tae-mi | 1                        | Es un sirviente.                          |
| Hong Seo-joon  | -          | 2                        | Es un magistrado.                         |
| Hong Suk-bin   | -          | 2                        | Es un leñador.                            |
| Park Seo-yeon  | Chae-yi    | 2                        |                                           |
| Hong Ji-hee    | -          | 2                        | Es una mujer infectada.                   |
| Kwon Oh-kyung  | -          | 2                        | Es un empleado del magistrado de Jeongju. |

### Apariciones especiales
| Actor             | Personaje      | Episodio donde apareció | Notas                        |
| ----------------- | -------------- | ----------------------- | ---------------------------- |
| Kim Roi-ha        | Rey Taejo      | 1                       |                              |
| David Lee McInnis | Padre Nicholas | 1                       |                              |
| Baek Eun-hye      | -              | 1                       | Es la nuera del ministro Ha. |
| Yoon Je-moon      | "Alpha"        | 2                       |                              |
| Park Hyuk-kwon    | -              | -                       |                              |

## Episodios
Originalmente la serie estaba conformada por dieciséis episodios, pero sólo se emitieron dos episodios el lunes 22 y martes 23 de marzo (KST) antes de que fuese cancelada.
Antes del estreno, el equipo de producción anunció que los dos primeros episodios de la serie tendrían una calificación de más de 19.

### Ratings
Los números en color rojo indican las calificaciones más bajas, mientras que los números en azul indican las calificaciones más altas.
| Episodio | Parte    | Fecha de emisión    | Participación promedio de audiencia | Participación promedio de audiencia | Participación promedio de audiencia |
| Episodio | Parte    | Fecha de emisión    | AGB Nielsen                         | AGB Nielsen                         | TNmS                                |
| Episodio | Parte    | Fecha de emisión    | Nacional                            | Seúl                                | Nacional                            |
| -------- | -------- | ------------------- | ----------------------------------- | ----------------------------------- | ----------------------------------- |
| 1        | 1        | 22 de marzo de 2021 | 5.7% (16.ª)                         | 6.5% (13.ª)                         | 6.1% (16.ª)                         |
| 1        | 2        | 22 de marzo de 2021 | 8.9% (5.ª)                          | 9.9% (4.ª)                          | 9.2% (5.ª)                          |
| 2        | 1        | 23 de marzo de 2021 | 4.5% (NR)                           | N/A                                 | 5.6% (16.ª)                         |
| 2        | 2        | 23 de marzo de 2021 | 6.9% (9.ª)                          | 7.4% (7.ª)                          | 7.5% (10.ª)                         |
| Promedio | Promedio | Promedio            | 6.5%                                | —                                   | 7.1%                                |

## Producción
La serie fue dirigida por Shin Kyung-soo, quien contó con el apoyo del guionista Park Gye-ok.
Fue producida por las empresas Crave Works, YG STUDIOPLEX y Lotte Cultureworks.
En abril de 2020, se anunció que el actor Jang Dong-yoon había sido elegido para formar parte dele lenco principal de la serie. Más tarde, en septiembre del mismo año se anunció que el actor Park Sung-hoon y Kim Dong-jun también se habían unido al elenco. En noviembre del mismo año, se confirmó al actor Kam Woo-sung.
El 23 de noviembre de 2020, se anunció que debido a que un miembro del staff había dado positivo a las pruebas de la COVID-19, tanto el elenco y como el equipo de producción habían sido evaluados y las filmaciones habían sido completamente detenidas. Mientras que los actores principales Jang Dong-yoon, Park Sung-hoon y Kam Woo-sung, habían dejado de filmar y se habían puesto en aislamiento. También se anunció que los resultados de los actores Sung-hoon y Woo-sung habían dado negativo.
El 29 de diciembre del mismo año, se anunció que las filmaciones se habían detenido temporalmente, después de que el actor Jang Dong-yoon se lesionara el codo, después de caerse de un caballo mientras estaba filmando una escena. El 30 de diciembre del mismo año, la SBS anunció que después de que el actor se sometieron a un examen detallado, este había revelado que había sufrido principalmente hematomas por su caída, incluida una lesión externa en el codo, por lo que se decidió que tomara un tiempo para descansar y recuperarse antes de regresar al rodaje.
El 17 de marzo de 2021, se realizó la conferencia de prensa en línea donde asistieron los actores Jang Dong-yoon, Park Sung-hoon, Kam Woo-sung, Kim Dong-jun, Jung Hye-sung, Lee Yu-bi, Geum Sae-rok, Seo Young-hee y el director Shin Kyung-soo.

### Controversia y cancelación
El 24 de marzo de 2021, la SBS anunció que el programa cancelaría durante una semana su transmisión, debido a las críticas que había recibido por parte de varios usuarios desde su estreno el 22 de marzo del mismo año por usar accesorios chinos supuestamente "contribuyendo" a la distorsión histórica y cultural de Corea, luego de que durante una escena se vieran pasteles de luna chinos y huevos del siglo en una mesa de comedor junto con una botella de licor de estilo chino con el carácter chino escrito en su etiqueta. Estás críticas ocasionaron que alrededor de 20 empresas que patrocinaban el drama, entre ellos LG Household & Health Care y Cozyma lo abandonaran.
Debido a la inconformidad de la escena, la SBS explicó que los accesorios eran apropiados para el escenario y la narrativa que se estaba contando, diciendo que: "La escena se ubicaba en la vecindad del condado de Uiju, que es la frontera de la dinastía Ming, para enfatizar la situación en la que el tercer príncipe, el príncipe Chungnyeong tuvo que viajar una larga distancia a las fronteras chinas en lugar del príncipe heredero Yangnyung para traer de vuelta al exorcista occidental". También agregó que: "era un lugar donde el grupo del exorcista podía descansar después de viajar a través de la dinastía Ming y entrar a Joseon, y dado que era una región cercana a la frontera con dicha dinastía, se prepararon accesorios que creían eran frecuentes en el comercio de la gente de China, únicamente con el fin de explicar la ubicación de los personajes, quienes se encontraban en un área remota lejos de Hanyang, Seúl". A pesar de la explicación, la SBS comentó que nunca fue su intención causar incomodidad y se disculpó por cualquier malentendido que pudieron haber causado los alimentos de una escena durante un momento tan delicado.
A pesar de esto, el profesor Seo Kyung-duk de la Universidad de Mujeres de Sungshin también se pronunció sobre el manejo supuestamente irresponsable de la historia por parte de la serie, afirmando que el contenido del drama podía dejar un impacto histórico y cultural duradero en la gente.
Poco después se anunció que se había creado una petición formal para eliminar la serie del horario de transmisión de SBS en el sitio web oficial de la Casa Azul de Corea del Sur en donde más de 184.000 personas ya habían firmado. La petición presentaba mostraba las inquietudes de las personas indicando que: "Si el drama estaba clasificado como una fantasía, entonces debieron haber creado personajes completamente nuevos y no utilizar figuras históricas reales. Resaltando que si los espectadores extranjeros veían este drama, pensararían que la representación de los personajes de la era Joseon en el drama es real.
Más tarde, ese mismo día, la Asociación de la Familia Real de Jeonju Lee, compuesta por antepasados del clan Lee de Joseon que gobernó Corea durante más de 500 años emitió un comunicado pidiendo a la SBS que cancelara inmediatamente el "controvertido" drama, alegando que distorcionaba la historia y cultura coreana, mostrando favoritismo hacia el proyecto de historia del Noreste de China. La Asociación también agregó que: "la serie tomó los nombres de figuras históricas como el Rey Taejong, el Gran Príncipe Yangnyung, el Príncipe Chungnyeong (más tarde el Rey Sejong) y los incorporó a una narrativa falsamente distorsionada. Ocasionando que, la mayoría de la nación expresará su preocupación por la falsa representación histórica y la visión negativa que este drama arrojaría sobre la familia real de Joseon, y al estar de acuerdo con esas preocupaciones, habían decidido exigir una solución inmediata a este problema tanto a la emisora como al personal de producción involucrados".
En respuesta a las continuas críticas, la SBS declaró: "como tratamos con personas reales y la historia, debímos haberlos tratado con más detalle y examinarlos, por lo que sentimos una responsabilidad infinita por no poder hacerlo. Los VOD para el primer y segundo episodios que se hayan emitido hasta ahora se suspenderán hasta que se revisen. También cancelaremos la semana que viene para reorganizar todo el contenido". "Haremos todo lo posible para que los espectadores no sientan ningún inconveniente al inspeccionar a fondo el contenido durante el proceso de producción de 'Joseon Exorcist' que se emitirá en el futuro". Los productores de la serie también se disculparon por causar malentendidos con el arte chino y otros accesorios, y prometieron eliminar todas las polémicas escenas en cuestión.
El 25 de marzo, se anunció que aunque el programa había decidido cancelar la transmisión durante una semana para editar las partes problemáticas, se esperaba que el drama fuera cancelado después de 2 episodios, luego de la controversia de "distorsión histórica" originada por unos alimentos.
Finalmente el 26 de marzo, la SBS oficialmente anunció la cancelación de la serie, después de los dos primeros episodios debido a la intensa reacción del público y la retirada del apoyo de los patrocinadores corporativos y los gobiernos locales. Poco después del anuncio, se reveló que algunos actores que habían participado en la serie habían eliminado cualquier rastro del drama de sus redes sociales, entre ellos Kim Dong-jun, Jung Hye-sung y Lee Yu-bi,
Más tarde, las tres compañías de producción asociadas a la serie: YG Studioplex, Creative Works y Lotte Culture Works emitieron una declaración conjunta en respuesta a la cancelación del programa, señalando que todas las producciones de la serie se habían detenido y que todos los contratos que tenían de distribución en el extranjeto estarían siendo rescindidos, por lo que la serie no sería transmitida tanto en plataformas nacionales como extranjeras.